# Thugz Mansion
Thugz Mansion to pierwszy singiel zmarłego rapera 2Paca. Został umieszczony na płycie Better Dayz z 2002 roku. Oryginalna wersja ma podkład dwóch gitar akustycznych i wykonują ją raper Nas i piosenkarz R&B J. Phoenix. Remix tej piosenki znajduje się na tym samym albumie i gościnnie występuje piosenkarz Anthony Hamilton. "Thugz Mansion" znajduje się też na albumie Nasa zatytułowanym God’s Son.

## Miejsca na listach przebojów
| Lista             | Miejsce |
| ----------------- | ------- |
| Billboard Hot 100 | 19      |